# Lex rhodia de jactu
Lex rhodia de jactu, lat., "rhodiska lagen rörande sjökast"), ön Rhodos var under de tre sista århundradena f.Kr. den största sjömakten vid Medelhavet. Till följd därav gällde dess sjörätt, som i åtskilligt bara torde återgivit fenicisk och babylonisk rätt, över hela Medelhavet och antogs även av romarna.
Pandekterna innehåller en titel (XIV, 2) De lege rhodia de jactu. Den grundsats, som där uppställs, är att, om ett fartyg på havet hotas med undergång och därvid en del av lasten, för att fartyget och den övriga delen av lasten ska kunna räddas, kastas överbord och går förlorad eller skadas, ägarna till de över bord kastade varorna kan av det räddade fartygets och de räddade varornas ägare fordra en proportionell ersättning för den förlust, som de lidit.